# Björn Hertl
Björn Hertl (* 10. August 1976 in Miltenberg) ist ein deutscher Fußballspieler, der seit 2011 beim TSV Buchbach unter Vertrag steht und Innenverteidiger ist.

## Karriere
Hertl kam mit seiner Familie Anfang der 1980er in den Raum München. Er begann 1983 beim TSV Rosenberg und kam über TuS Holzkirchen zur SpVgg Unterhaching. Mit dieser stieg er 1999 in die Bundesliga auf. In der ersten Erstligasaison kam er auf 20 Einsätze. Da er im zweiten Bundesligajahr nur zweimal spielen durfte, wechselte er 2001 zu Wacker Burghausen. Als Stammspieler erlebte er dort den Aufstieg in die 2. Bundesliga und gehört zu den Spielern mit den meisten Einsätzen in der zweiten Liga für den SV Wacker. Nach dem Abstieg in die Regionalliga 2007 blieb er im Gegensatz zu vielen anderen Leistungsträgern Wacker Burghausen treu. Er blieb Kapitän der Mannschaft und führte sie in die neu gegründete 3. Liga. Er war der Leistungsträger in einer sehr jungen Mannschaft. Zur Saison 2011/12 erhielt er bei Wacker Burghausen keinen neuen Vertrag mehr und wechselte daraufhin in die Bayernliga zum TSV Buchbach.
Wegen privaten Gründen steht Hertl dem TSV Buchbach ab der Saison 2012/13 nicht mehr dauerhaft zur Verfügung. Sein Pass verbleibt aber beim Regionalligisten und er kann jederzeit wieder in den Spielbetrieb miteinsteigen.